# Kira Simon-Kennedy
Kira Simon-Kennedy (* 20. Jahrhundert) ist eine US-amerikanische Filmproduzentin und Unternehmerin und Aktivistin im Non-Profitbereich.

## Leben
Simon-Kennedy gründete 2013 die China Residencies, deren Co-Präsidentin sie seither ist. Ziel ist der kulturelle, künstlerische Austausch mit China, der über China Residencies organisiert und finanziell unterstützt wird. Simon-Kennedy war ein Fellow am NEW INC des New Museum of Contemporary Art. Über China Residencies produziert sie auch Dokumentationen, darunter auch China-bezogene Produktionen von Jessica Kingdon. Ferner entwickelte sie die Plattform Rivet, mit der sie die Vernetzung von Künstlern weltweit unterstützen möchte. Über China Residencies werden verschiedene kulturelle Programme in den Vereinigten Staaten finanziert, aber auch Vorhaben direkt in China.
Für die Dokumentation Ascension wurde sie zusammen mit Jessica Kingdon und Nathan Truesdell bei der Oscarverleihung 2022 in der Kategorie Bester Dokumentarfilm für den Oscar nominiert. Weitere Nominierungen erfolgten von der Directors Guild of America, bei den Independent Spirit Awards und 2021 bei den Gotham Awards.
Simon-Kennedy lebt vornehmlich in New York City.

## Filmografie (Auswahl)
- 2017: Commodity City
- 2021: Ascension